# Far Cry 6
Far Cry 6 es un videojuego de disparos en primera persona desarrollado por Ubisoft Toronto y publicado por Ubisoft. Es la sexta entrega principal de la serie Far Cry, fue lanzado el 7 de octubre del 2021 para las plataformas de Microsoft Windows, PlayStation 4, PlayStation 5, Xbox One, Xbox Series X/S y Google Stadia.
La historia se desarrolla en Yara, una isla ficticia del Caribe, bajo un régimen fascista aparentemente inspirado en el gobierno de Fulgencio Batista, quien ejerció el poder de forma dictatorial en Cuba. Un videojuego inspirado en Cuba, un mundo "detenido en el tiempo". Por tal motivo el equipo de Ubisoft viajó a Cuba para entrevistarse con antiguos guerrilleros que participaron en el bando revolucionario.
El jugador se une al bando guerrillero, que intenta derrocar al antagonista Antón Castillo o "El presidente" cuya voz y modelado lo da Giancarlo Esposito. Anthony González por su parte, interpreta al hijo y presumiblemente futuro dictador: Diego. Curiosamente, Antón lleva el apellido de otro dictador latinoamericano: el fascista guatemalteco Carlos Castillo quien ejerció el poder de forma dictatorial tras derrocar al gobierno de Jacobo Árbenz en 1954.
El pase de temporada de Far Cry 6 incluye misiones en las que el jugador controla a villanos de juegos anteriores de la franquicia Far Cry. Los personajes son Vaas de Far Cry 3, Pagan de Far Cry 4 y Joseph de Far Cry 5.

## Jugabilidad
Far Cry 6 es un videojuego de acción-aventura en primera persona. La jugabilidad sigue con la esencia de los videojuegos anteriores de Far Cry, con los jugadores usando armas improvisadas, vehículos y contratar ayuda, además del nuevo sistema "Fangs for Hire", para derrocar al régimen tiránico.

## Ambientación
Los juegos de la saga Far Cry se enmarcan en lugares exóticos y remotos. En particular Far Cry 6 regresa a un ambiente tropical y toma características de varios países latinoamericanos, puesto que los «focos» guerrilleros se expandieron por numerosos países de América Latina y el Caribe, con el caso más destacado en la Revolución cubana de 1959, la capital de Yara, "Esperanza", está inspirada en la capital de Cuba, La Habana. Por ello la historia se desarrolla en una ficticia isla caribeña: Yara, que se describe como "el mayor mapa de Far Cry hasta la fecha" y "un paraíso tropical congelado en el tiempo. Está regido por el "El Presidente" Antón Castillo (Giancarlo Esposito), un dictador con un control total sobre la isla, que tiene el objetivo de reconvertir la isla en un paraíso como era antes, y que está guiando a su hijo Diego (Anthony Gonzalez), inseguro de propio futuro, a seguir sus pasos. Esposito describió su personaje como un líder "tratando de manipular al pueblo para que comprendan que se necesita un liderazgo fuerte", pero está atrapado en medio de una revolución. Esposito agregó: "Su padre fue un dictador antes que él y quiere empoderar a las personas para que recuperen su país. Su objetivo es utilizar los recursos que tienen dentro del país, los científicos, su propiedad intelectual entre otros". Esposito continúo con que Antón está "tratando de empoderar a su hijo para que tome el poder y realmente acepte ideas que le permitan ver que pronto él probablemente será el próximo líder en este país".
El jugador toma el papel de un yaran local llamado Dani Rojas, un/a guerrillero/a que lucha por la libertad que intenta restaurar su nación a su antigua gloria; el jugador puede seleccionar el género del personaje al comienzo del juego.

## Desarrollo
La producción de Far Cry 6 había estado en curso durante cuatro años en el momento de su anuncio de julio de 2020, con Ubisoft Toronto como el estudio principal del videojuego. El director narrativo Navid Khavari dijo que comenzaron a investigar sobre las revoluciones del pasado, se les ocurrió la idea de la revolución guerrillera moderna como la Revolución Cubana, que les dio numerosas ideas sobre cómo conducir al personaje jugador a luchar contra un gobierno represivo. Esto también trajo de vuelta la necesidad de darle voz al jugador-personaje, Dani Rojas, en comparación con los recientes Far Cry, juegos en los que el protagonista había guardado silencio. Khavari dijo que "era esencial para nosotros asegurarnos de que el protagonista tenga una inversión personal en esa revolución". El uso de Cuba como influencia también estableció el regreso a un entorno tropical, una característica de los juegos anteriores de Far Cry , además de darle al escenario un aspecto "atemporal" debido a los bloqueos económicos que se habían impuesto en la isla, mezclando Coches antiguos con armas modernas. Khavari pasó un mes en Cuba y habló con los residentes allí para ayudar a desarrollar el entorno.
La noticia de un nuevo juego de Far Cry se divulgó a principios de julio de 2020, ya que el actor Giancarlo Esposito ha mencionado que recientemente participó en un "gran videojuego", que incluye trabajo de voz y captura de movimiento. Poco después de esto, se rumoreaban filtraciones  de Far Cry 6, que incluían pantallas que mostraban un carácter parecido a Esposito. Ubisoft afirmó la existencia del juego unos días antes del anuncio completo a través de las redes sociales, y reveló completamente el juego el 12 de julio de 2020, durante su evento en línea Ubisoft Forward.
Además, Anthony Gonzalez expresa y proporciona el modelo de personaje y la captura de movimiento para Diego. Esposito y González habían hecho la captura de movimiento y el trabajo de voz para el avance del juego antes de filmar cualquiera de las imágenes para la narrativa del juego, ya que esto les dio a los desarrolladores el tiempo para crear los modelos de personajes para el juego en sí. Para Esposito, había estado interesado en las facetas de subtítulos de movimiento del papel, ya que había hecho algo para la película cancelada de Mouse Guard y estaba interesado en hacer más, así como su interés en el tipo de personaje que Ubisoft tenía creado para él. Khavari dijo que habían proporcionado material de antecedentes de Esposito para ayudarlo a prepararse antes de grabar para el juego, y luego de estas sesiones, descubrió que Esposito "había investigado mucho sobre la base del material que le enviamos". personajes, y trajo esa misma empatía a Antón que no esperaba".
Pedro Bromfman compuso la música para el juego.

## Armas
Pistolas: Colt M1911, Makarov PM, Pistola automática Stechkin, Beretta M9, Desert Eagle, SIG-Sauer P228, Revólver Webley, Luger P08
Subfusiles: MAC-11, MP-5, MP7, MP-34, Skorpion vz. 61, TDI Vector, MP28, MP40, PPSh-41, PP-19 Bizon
Fusiles: HK416, M16, AK-47, M14, AKM, OTs-14 Groza, FN-FAL, SIG SG 550, SKS, Winchester Modelo 70, Mosin-Nagant, AS Val, FAMAS
Rifles de francotirador: AWP, M-95, Dragunov
Ametralladoras ligeras: M-60, MG42, Ultimax U-100

## Lanzamiento
El videojuego fue lanzado el 7 de octubre de 2021 en Microsoft Windows, PlayStation 4, PlayStation 5, Xbox One, Xbox Series X/S y Google Stadia.

## Recepción
Far Cry 6 recibió críticas generalmente favorables, tanto del público, como de la crítica especializada.